# Carolina Waidhofer-Dummer
Carolina Waidhofer-Dummer (16 giugno 1979) è un'ex sciatrice alpina austriaca.

## Biografia
Originaria di Kitzbühel, la Waidhofer-Dummer debuttò in campo internazionale in occasione dei Mondiali juniores di Lake Placid 1994; pur gareggiando anche in supergigante e in slalom gigante, fu in slalom speciale che ottenne tutti i suoi piazzamenti di rilievo, a partire dall'esordio in Coppa Europa, il 9 dicembre 1995 a Špindlerův Mlýn (19ª), e in Coppa del Mondo, il 17 dicembre seguente a Sankt Anton am Arlberg (17ª).
Nel 1996 in Coppa Europa conquistò il primo podio, il 27 gennaio a Krieglach (3ª), e la prima vittoria, il 15 febbraio ad Abetone; nella stessa stagione ottenne il miglior piazzamento in Coppa del Mondo, il 10 marzo a Kvitfjell/Hafjell (7ª). Conquistò la seconda e ultima vittoria in Coppa Europa, nonché ultimo podio, il 16 gennaio 2000 a Krieglach e prese per l'ultima volta il via in Coppa del Mondo il 18 febbraio 2001 a Garmisch-Partenkirchen, senza completare la prova; si ritirò al termine di quella stessa stagione 2000-2001 e la sua ultima gara fu lo slalom speciale dei Campionati russi 2001, disputato il 4 aprile ad Abzakovo. Non prese parte a rassegne olimpiche o iridate.

## Palmarès

### Coppa del Mondo
- Miglior piazzamento in classifica generale: 74ª nel 1996

### Coppa Europa
- Miglior piazzamento in classifica generale: 5ª nel 2000
- 6 podi:
  - 2 vittorie
  - 3 secondi posti
  - 1 terzo posto

#### Coppa Europa - vittorie
| Data             | Località  | Paese   | Specialità |
| ---------------- | --------- | ------- | ---------- |
| 15 febbraio 1996 | Abetone   | Italia  | SL         |
| 16 gennaio 2000  | Krieglach | Austria | SL         |

Legenda:

SL = slalom speciale

### South American Cup
- 1 podio:
  - 1 vittoria

#### South American Cup - vittorie
| Data             | Località  | Paese     | Specialità |
| ---------------- | --------- | --------- | ---------- |
| 5 settembre 1997 | Las Leñas | Argentina | GS         |

Legenda:

GS = slalom gigante

### Campionati austriaci
- 4 medaglie[1]:
  - 3 argenti (discesa libera nel 1993; slalom speciale nel 1996; combinata nel 1999)
  - 1 bronzo (combinata nel 1998)